# Jorge Cálix
Jorge Luis Cálix Espinal (Tegucigalpa, M.D.C., 28 de abril de 1985) es un político hondureño, diputado del Congreso Nacional por el departamento de Francisco Morazán y precandidato presidencial del Partido Liberal de Honduras. 
Fue elegido diputado suplente del Congreso Nacional en 2013 y diputado propietario en 2017 y 2021; todas las ocasiones dentro del Partido Libertad y Refundación (Libre). El 25 de enero de 2022 fue elegido presidente del Congreso Nacional de Honduras, cargo que tuvo que ceder tras ser desconocido por la presidenta electa Xiomara Castro. El puesto fue dado al diputado del PSH, Luis Redondo.
En marzo de 2024 anunció su precandidatura presidencial en Libre, pero en julio de 2024 trasladó su movimiento al Partido Liberal luego que se anunciara que estaba expulsado del primero. Participó en las elecciones internas de ese partido político en marzo de 2025, siendo derrotado por Salvador Nasralla. En mayo Calix se unió a la Comisión de Campaña de Nasralla de cara a las elecciones generales de noviembre de 2025.

## Biografía

### Educación
Jorge Cálix nació en Tegucigalpa, Honduras, el 28 de abril de 1985. Durante su infancia vivió en Catacamas, Olancho.
Realizó sus estudios primarios en el Centro Experimental de Educación Primaria de la Universidad Pedagógica Nacional Francisco Morazán y la secundaria en el Instituto San José del Carmen. Posteriormente, se graduó como licenciado en Ciencias Jurídicas y Sociales en la Universidad Tecnológica de Honduras. También obtuvo una maestría en Derecho Procesal Civil en la Universidad Carlos III de Madrid.

### Carrera política

#### Inicios
Cálix comenzó su carrera política a principios del siglo XXI como coordinador en su colonia de la propaganda presidencial de Manuel Zelaya. Posteriormente, formó parte de la Juventud Liberal. Apoyó el proyecto de la Cuarta Urna y, tras el golpe de Estado de 2009, fue un "liberal en resistencia".

#### Diputado del Congreso Nacional
En el proceso electoral de 2013 fue elegido como diputado suplente de Beatriz Valle por el departamento de Francisco Morazán. En 2014 presentó una iniciativa para eliminar el cobro en dólares y en junio de 2015 propuso un proyecto de ley para la creación de un decimoquinto salario.
Tras las elecciones internas de 2017, Cálix fue acusado por su correligionario y precandidato a diputado Pedro Escalante de "inflar" urnas en favor de Cálix. En las elecciones generales del mismo año, Cálix fue el candidato a diputado más votado del Partido Libertad y Refundación (Libre) en el departamento de Francisco Morazán, y el sexto a nivel departamental; convirtiéndose en diputado propietario. Su propaganda política fue realizada principalmente a través de redes sociales.
En febrero de 2019, anunció sus intenciones de participar como candidato presidencial para las elecciones de 2021, algo criticado por algunos dirigentes de Libre. En enero de 2020 anunció que depondría su candidatura si se lanzaba como candidata presidencial Xiomara Castro, lo que finalmente ocurrió, así que Calix participó otra vez como candidato a diputado. En las elecciones internas de 2021, fue acusado una vez más de adulterar urnas, esta vez por el precandidato a diputado Marco Eliud Girón. Según datos del Consejo Hondureño de la Empresa Privada en monitoreo de medios, hasta el 30 de septiembre de 2021 Cálix fue el político que más inversión realizó en proselitismo a través de redes sociales, con un estimado de 131,370 L. —el segundo lugar invirtió 50,125 L. En las elecciones generales de ese año Cálix fue el diputado más votado de Honduras, con 229,445 votos.

#### Presidencia del Congreso Nacional
Xiomara Castro ganó las elecciones después de hacer una alianza con Salvador Nasralla del Partido Salvador de Honduras (PSH), por la cual Libre se comprometió a cederle al PSH la presidencia del Congreso Nacional. El nominado por Castro y Nasralla para asumir la presidencia del Congreso fue Luis Redondo, allegado de Nasralla y diputado electo del PSH por Cortés. El 20 de enero de 2022 Cálix fue uno de los 20 diputados electos de Libre que no asistieron a una reunión convocada por el coordinador general de ese partido, Manuel Zelaya, donde se pactó el apoyo a Luis Redondo para la presidencia del Congreso. En un comunicado, Libre calificó esa ausencia como un «augurio de una traición contra-revolucionaria». Al día siguiente Cálix fue escogido presidente de la directiva provisional del Congreso Nacional —y por tanto virtual presidente de ese órgano—, con el apoyo de 85 diputados, incluidos los 20 mencionados de Libre. Su elección causó disturbios al interior de la cámara por parte de los demás diputados electos de Libre y división al interior de ese partido político. Debido a esto, Cálix y otros 17 diputados electos fueron expulsados de Libre por la presidenta electa, Xiomara Castro, mientras se les tachaba de "rebeldes" y "traidores". 
La mañana del 23 de enero de 2022, Jorge Cálix fue escogido presidente del Congreso Nacional con el voto de 79 diputados electos. La sesión tuvo lugar en Bosques de Zambrano, ya que simpatizantes de Libre convocados por Xiomara Castro se hallaban aglutinados en los bajos de la cámara del Congreso. En su discurso Cálix dijo: «Esta junta directiva está desde hoy al servicio de la presidenta de Xiomara Castro y de todos el pueblo hondureño sin distinción de colores políticos». La instalación de la nueva legislatura se realizó vía Zoom, donde se aprobó derogar la Ley de Secretos aprobada en 2014. Simultáneamente, la facción de Luis Redondo hizo una ceremonia en la cámara del Congreso a la que no asistieron los presidentes de los poderes Ejecutivo ni Judicial, quienes entregaron su informe de resultados al presidente del Congreso Jorge Cálix.
Tras la toma de posesión de Xiomara Castro como presidenta, Luis Redondo continuó actuando como presidente del Congreso Nacional con el apoyo de ella. Su facción, instalada en la cámara del Congreso, hizo votaciones con una minoría de diputados suplentes y aprobó leyes que luego fueron publicadas en el diario oficial La Gaceta. Entretanto, el 28 de enero se presentaron ante la Corte Suprema un recurso de inconstitucionalidad contra la directiva de Jorge Cálix y un recurso de amparo a favor del mismo para hacer valer su presidencia, los cuales no fueron admitidos.
El 7 de febrero, luego de una reunión entre el coordinador general de Libre, Manuel Zelaya, y los 17 diputados disidentes en Casa Presidencial, se firmó un acuerdo por el cual Jorge Cálix, «para mantener la paz» y «pensando en la estabilidad del país», cedió la presidencia del Congreso a Luis Redondo, de quien, manifestó en el documento, «lamenta» que dirija las sesiones del Congreso. El acuerdo incluyó la reincorporación de los diputados disidentes a la bancada de Libre. También en el mismo, tanto Cálix como los demás disidentes se comprometieron a apoyar las decisiones y proyectos de la presidenta Xiomara Castro. Al día siguiente, Cálix se hizo presente a la sesión del Congreso presidida por Redondo, en compañía de los disidentes y de mariachis cantando El rey. Luego saludó a los miembros de la Junta Directiva y declaró que iba «listo para legislar desde su curul».

#### Candidatura presidencial
El 19 de marzo de 2024 anunció oficialmente su precandidatura a la presidencia de Honduras para las elecciones de 2025 dentro del partido Libre, donde era mal visto por algunos militantes. Cálix criticó la tardanza del gobierno de Xiomara Castro en instalar una Comisión Internacional contra la Corrupción en Honduras (CICIH) y señaló como fallido el estado de excepción implementado por el gobierno como medida de seguridad, al tiempo que manifestó su intención de adoptar políticas de seguridad similares a las implementadas por el presidente de El Salvador, Nayib Bukele.
En junio de 2024, Jorge Cálix confirmó su imprevista expulsión del partido Libre, lo que lo inhabilitó para continuar con sus aspiraciones de buscar la presidencia bajo la bandera de ese instituto político. Según lo manifestó Rodolfo Pastor, presidente del Tribunal de Honor de Libre, Cálix «selló su expulsión» desde que fue elegido presidente del Congreso Nacional en 2022. Por su parte, Cálix aseguró que la decisión se tomó para favorecer a la precandidata de Libre Rixi Moncada, quien cuenta con el apoyo de la cúpula de Libre.
El 16 de julio Cálix fue juramentado como miembro del Partido Liberal. Junto a él, 10 diputados del Congreso Nacional se salieron de Libre para integrarse al mismo partido, con lo cual Libre pasó de ser la segunda fuerza política en el hemiciclo legislativo a la tercera. Calix continuó siendo un crítico del gobierno de Xiomara Castro.
Participó en las elecciones primarias del 9 de marzo de 2025, donde quedó en segundo lugar dentro del Partido Liberal con el 31.66 % de los votos válidos (207,968 votos). El ganador de la candidatura presidencial de ese partido político, Salvador Nasralla, anunció el 5 de mayo la incorporación de Cálix a la Comisión de Campaña de cara a las elecciones generales de noviembre.

## Vida personal
Es hijo de Ramón Cálix Urtecho e Hilda Espinal Aguilar, y el segundo de tres hermanos. Se casó con Camila Isabel Agüero el 16 de junio de 2013, con quien ha procreado dos hijos: Jorge y Alisa.
Jorge Cálix es además primo de Soraya Cálix, titular de la Dirección de Lucha contra el Narcotráfico (DLCN) y de Mario José Cálix Hernández alias Cubeta. En abril de 2024 una comisión del Congreso Nacional pidió intervenir la DLCN y suspender a su directora. Mario, por su parte, fue capturado el 21 de junio de 2024 por delitos de narcotráfico, luego que fuera pedido en extradición por los Estados Unidos en 2019. Según afirmó Jorge Cálix, no tuvo ninguna relación de cercanía con Mario.